# Église Notre-Dame de Besançon
Pour les articles homonymes, voir Église Notre-Dame.
L'église Notre-Dame est  située rue Mégevand, dans le quartier de la Boucle, à Besançon (Doubs).

## Histoire
Notre-Dame de Besançon fut construite pour servir d'église abbatiale de l'abbaye bénédictine Saint Vincent qui avait été fondée par l'archevêque de Besançon Hugues II de Montfaucon, au cœur du centre historique de Besançon. Les premières constructions, à savoir une chapelle, un cloître ainsi que les dortoirs où logeaient les religieux de l'ordre de Saint-Benoît sont attestés au XIe siècle, entre 1080 et 1085. Hugues III de Bourgogne, successeur d'Hugues II, nommera le premier abbé du nouveau monastère.
Au XVIIe siècle, l'abbaye devient une véritable école d'érudition contribuant à l'étude historique de la ville et de la région. Elle conservera cette réputation durant le XVIIe siècle, avant que la communauté ne soit irrémédiablement dissoute durant la Révolution française en 1790. C'est sous l'Empire que l'église prend le nom d'église paroissiale Notre-Dame de Besançon, et que les bâtiments adjacents sont affectés à l'Université.
Durant l'époque Romane, l'édifice ne comportait pas de voûte, et des murs au style architectural spécifique de cette époque sont conservés sur les flancs de la nef, où existe encore actuellement trois chapiteaux datant du XIe siècle. Le bâtiment sera remanié plusieurs fois après sa construction, notamment lors de la conception de sa façade actuelle, qui fut imaginée et édifiée en 1720 par l'architecte Jean-Pierre Galezot. À la droite de la façade, un portail de style gothique flamboyant fut construit en 1525 sur demande de l'abbé Antoine de Montécut, premier abbé commendataire de Saint-Vincent et aumônier de Marguerite d'Autriche. Ce portail aurait été sculpté selon la tradition de l'époque par des artisans franc-comtois ou ayant travaillé en Franche-Comté après la fermeture du chantier de Brou.
L'édifice comporte une tour : la tour des cloches, conçue au XVIe siècle et qui fut pendant un certain temps la plus haute de la ville. À proximité du clocher Antoine de Montécut fit également construire une chapelle dédiée à Notre-Dame des Douleurs. À gauche de la façade se situe la porte d'accès du cloître et des bâtiments conventuels, reconstruits au XVIIe siècle et actuellement occupés par des bureaux, par des salles de cours ainsi que par la salle de bibliothèque de l'Université de Besançon. La grande nef de l'église est voûtée en 1720 et une abside créée au fond du chœur la même année,,.
La tour et le portail font l’objet d’une inscription au titre des monuments historiques depuis le 8 juin 1926.

## Œuvres conservées
L'entrée du chœur est ornementée de deux anges adorateurs en bois très proches de ceux sculptés à Rome en 1768 par le sculpteur bisontin Luc Breton pour Saint-Maurice de Besançon (à la cathédrale Saint-Jean de Besançon depuis la Révolution). Le décor voisin fut mis en place par Denis-Philibert Lapret en 1808, et se compose d'une colonnade néoclassique.
Une statue de la Vierge fut réalisée par Raymond Gayrard en 1858. Dans la nef, huit grandes peintures réalisées de 1892 à 1911 par Joseph Aubert forment une sorte de grande frise sur laquelle figurent plus d'une centaine de personnages se distinguant sur un fond d'or. Cette œuvre fut largement inspirée des peintures d'Hippolyte Flandrin, conservées à l'église Saint-Vincent-de-Paul à Paris.
Les vitraux du bâtiment sont eux aussi tout à fait remarquables. En effet, la vitrerie atteste du renouveau de l'art du vitrail au XIXe siècle. Dans les années 1878-1879 furent ajoutées la plupart des baies du chœur et des basses nefs, réalisées par l'artiste peintre verrier Henri Fleur, illustrant le plus souvent des scènes bibliques et hagiographiques. Un des vitraux collatéraux nord représente de manière spectaculaire la défaite des Huguenots qui, en 1575, tentèrent de s'emparer de Besançon qui était alors une cité catholique et impériale.
De nombreux autres tableaux remarquables ornent le bâtiment, notamment Notre-Dame Libératrice signée en 1815 par François Laurent Jourdain et située au-dessus des fonts baptismaux ou encore Sainte Philomène conduite au martyre, œuvre d'Édouard Baille et non datée.

## Images

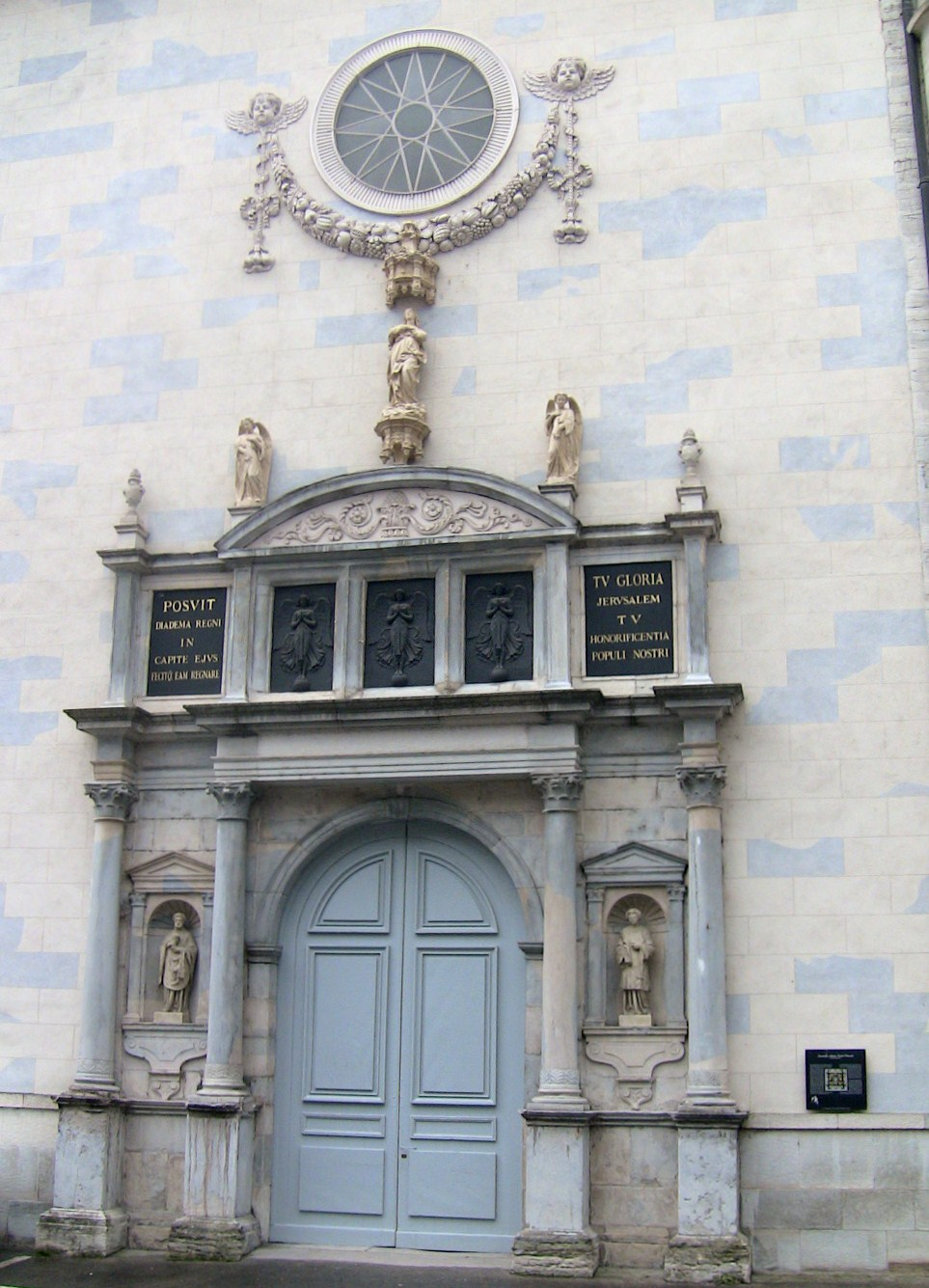
Façade de l'édifice.
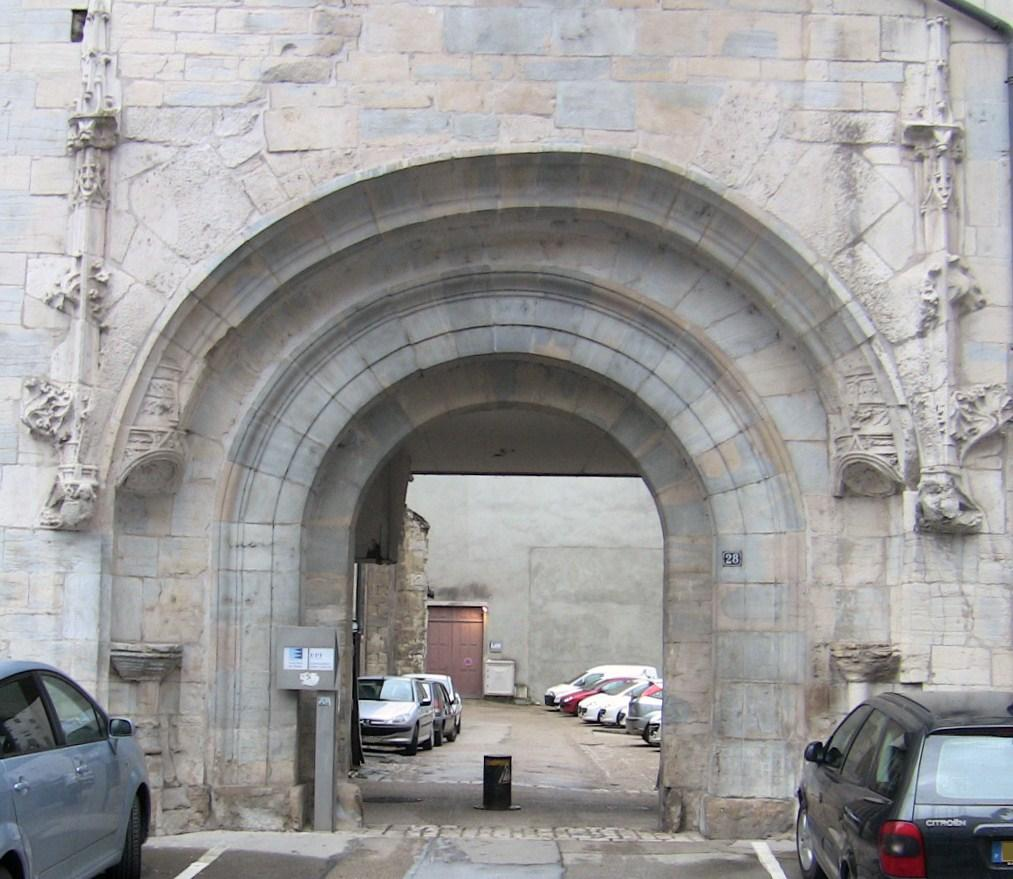
Porte d'accès au cloître.
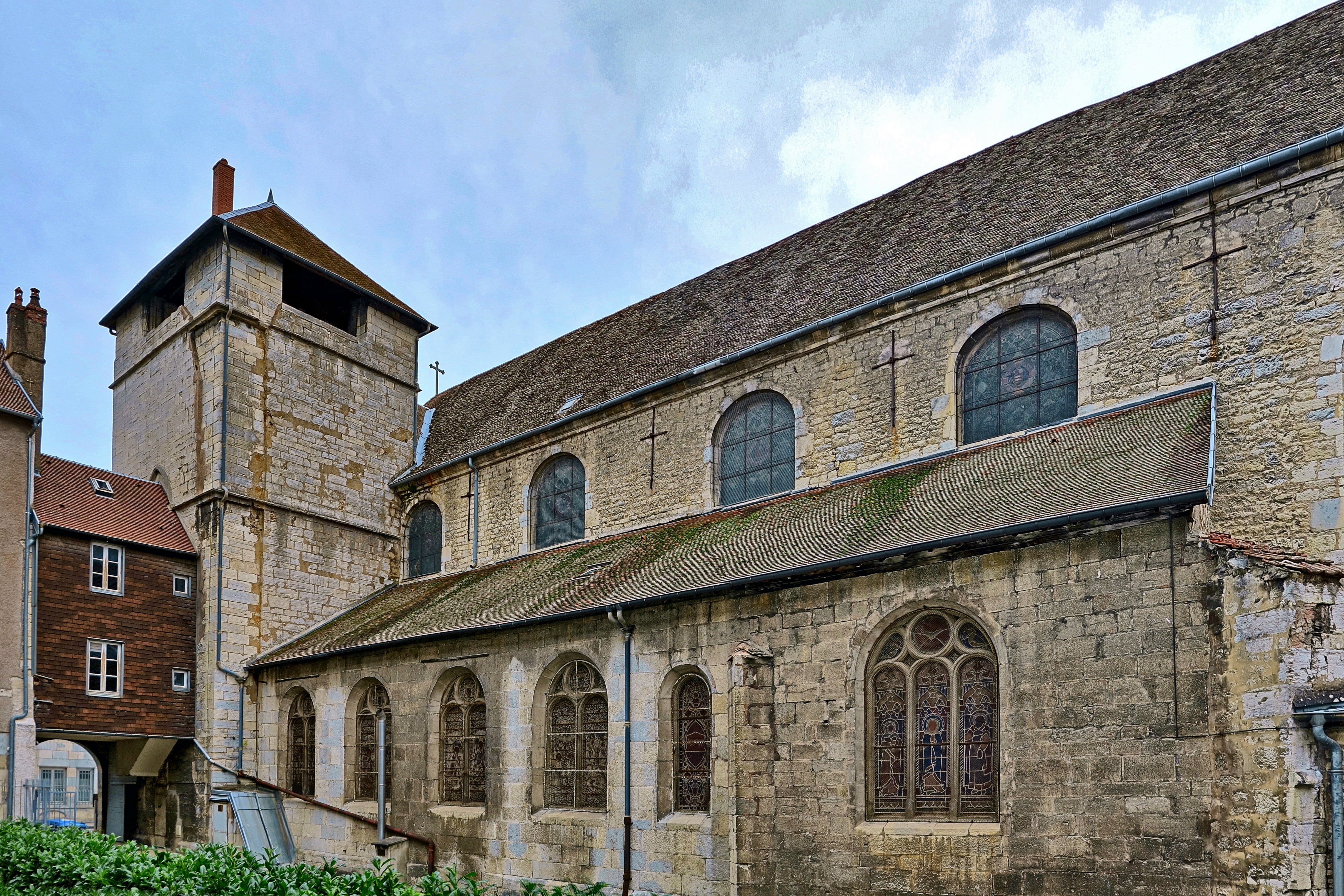
La tour de l'église Notre-Dame vue de la cour.
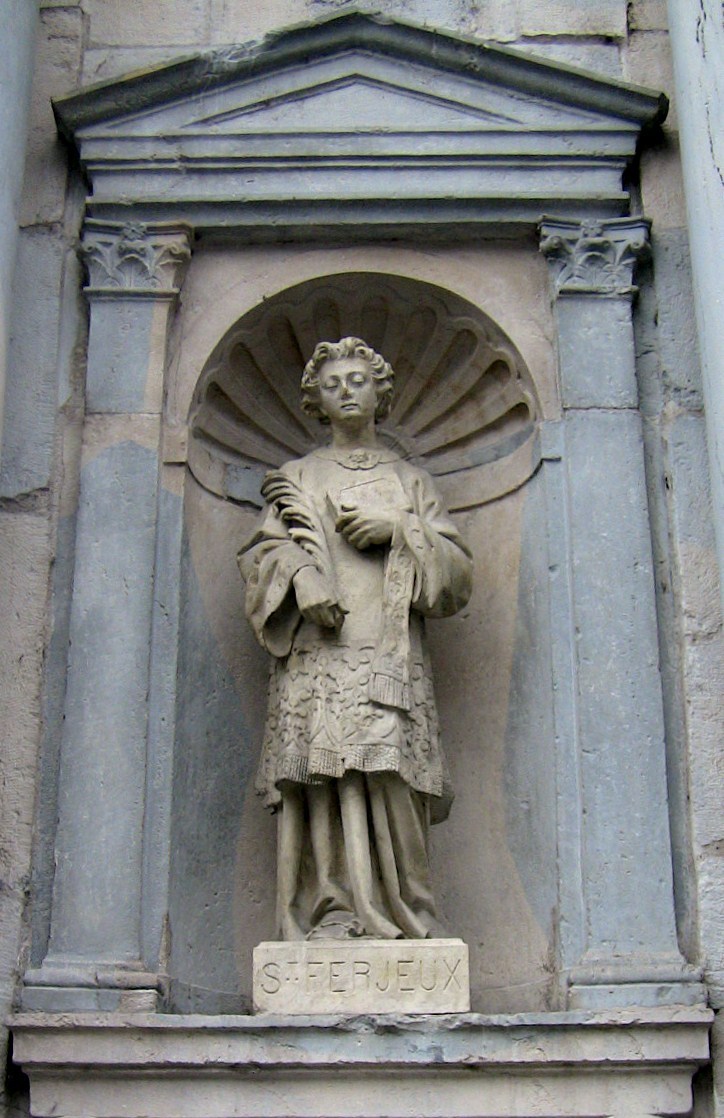
Statue de saint Ferjeux.
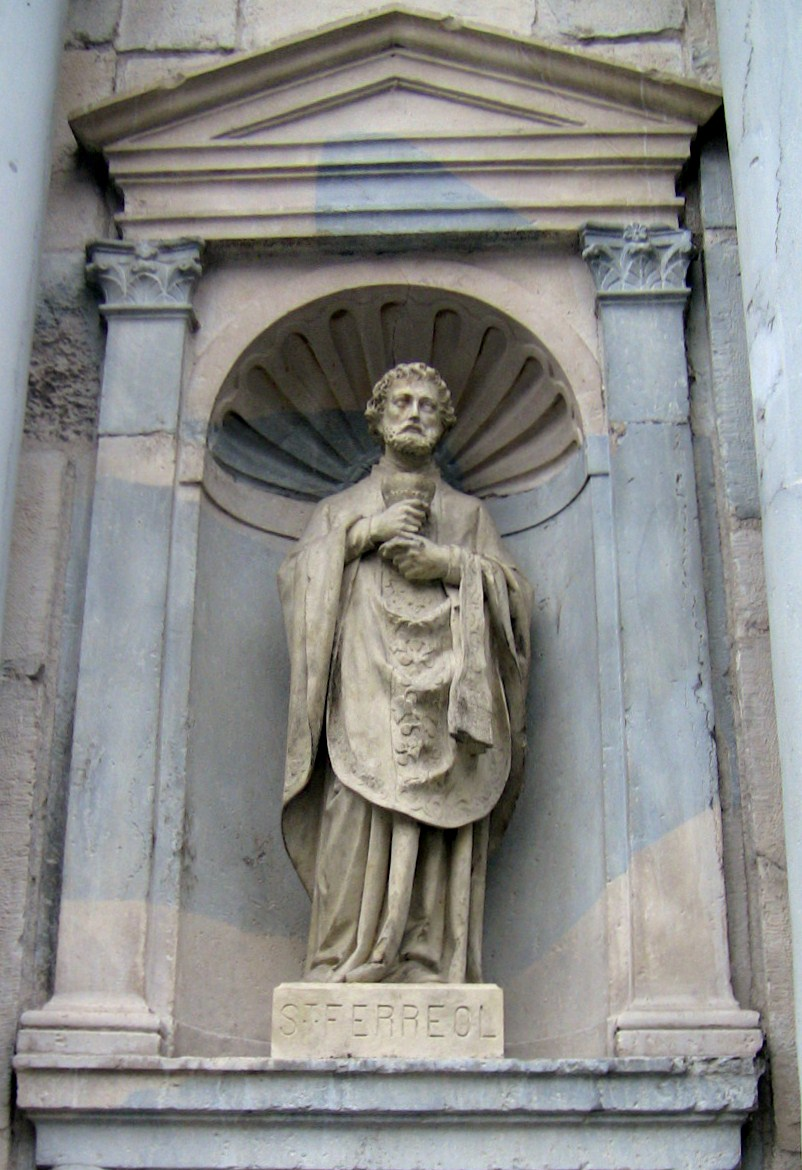
Statue de saint Ferréol.
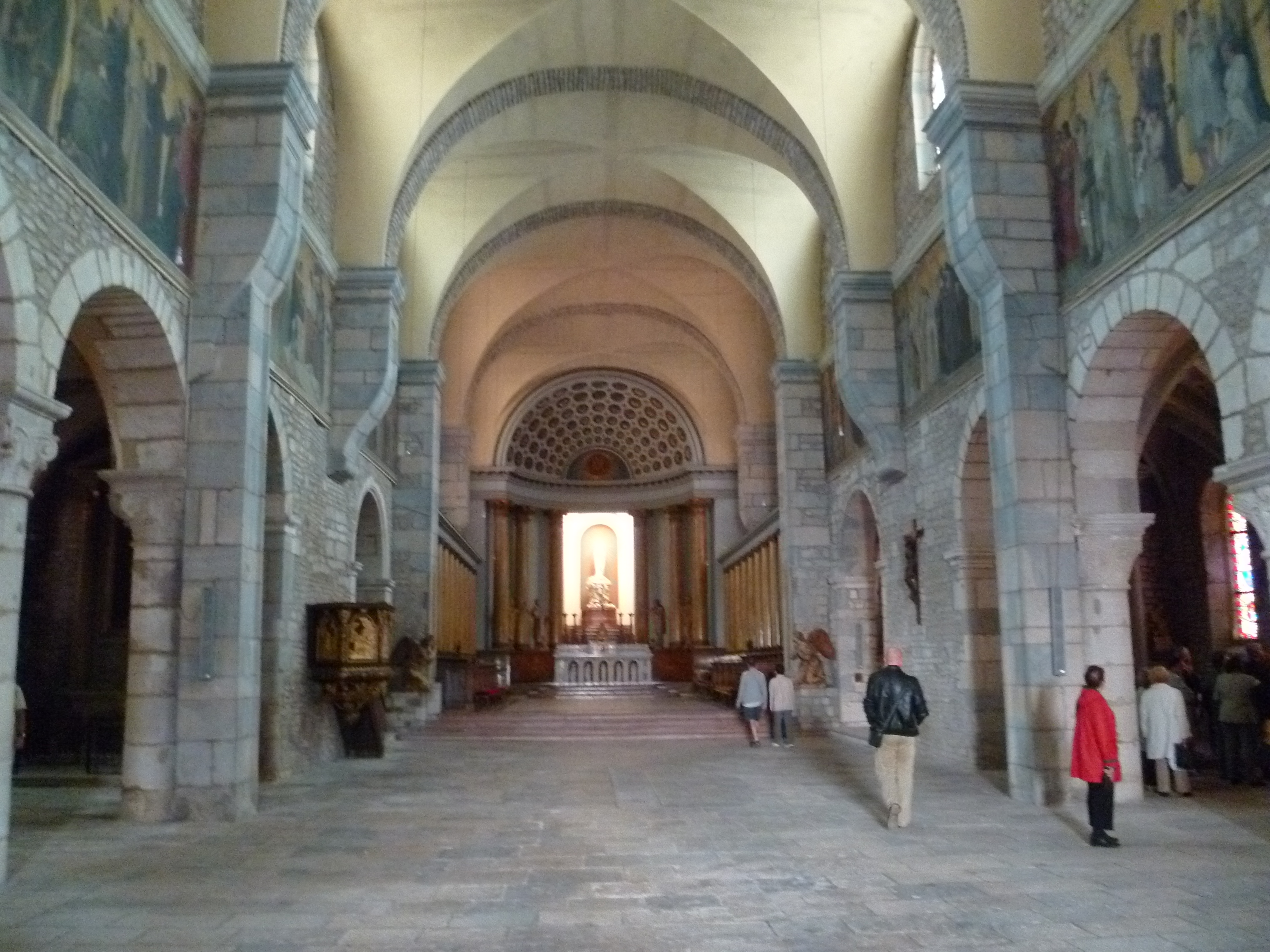
La nef.
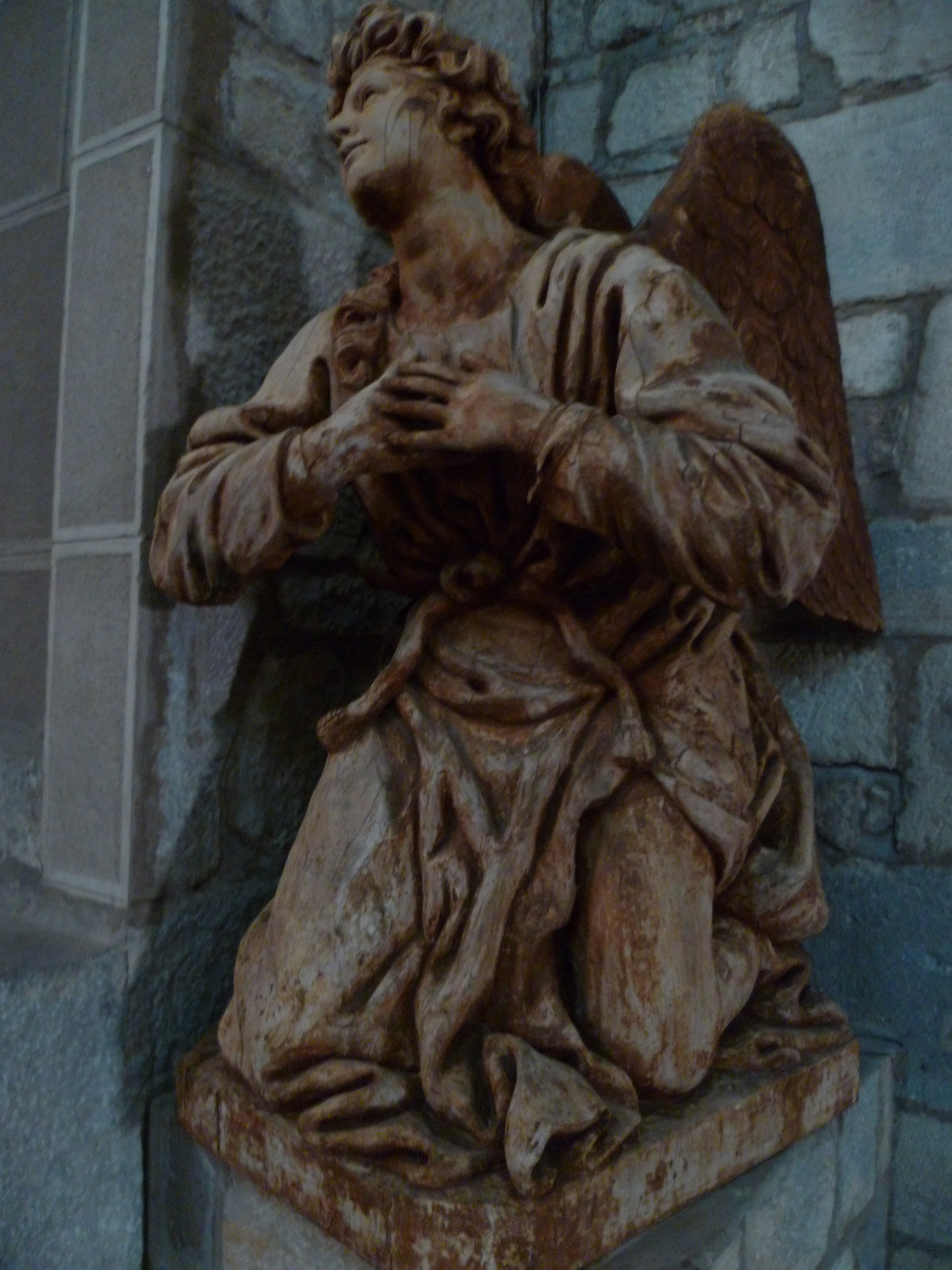
Ange du maître-autel par Luc Breton.
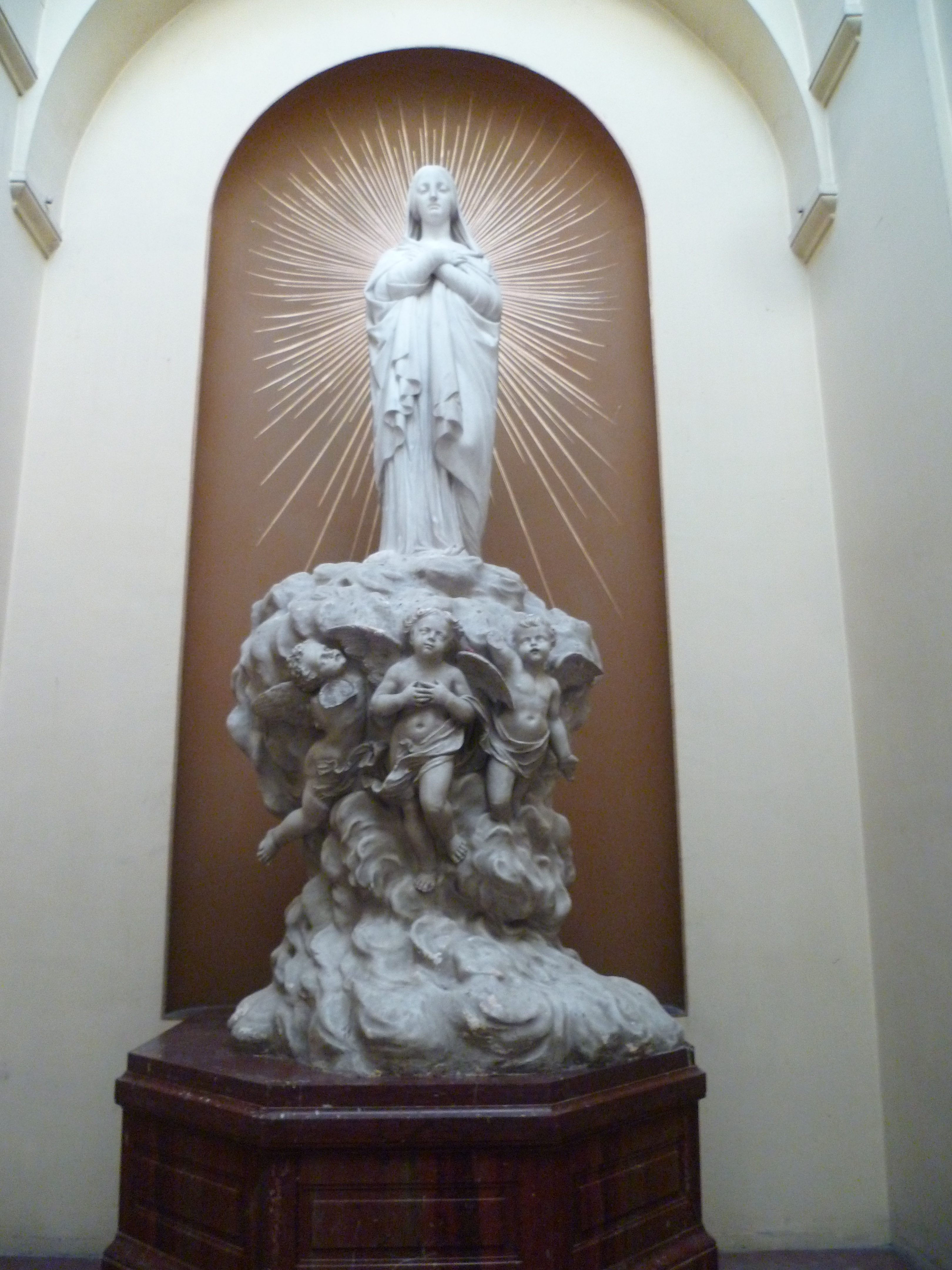
Statue de la Vierge par Raymond Gayrard.
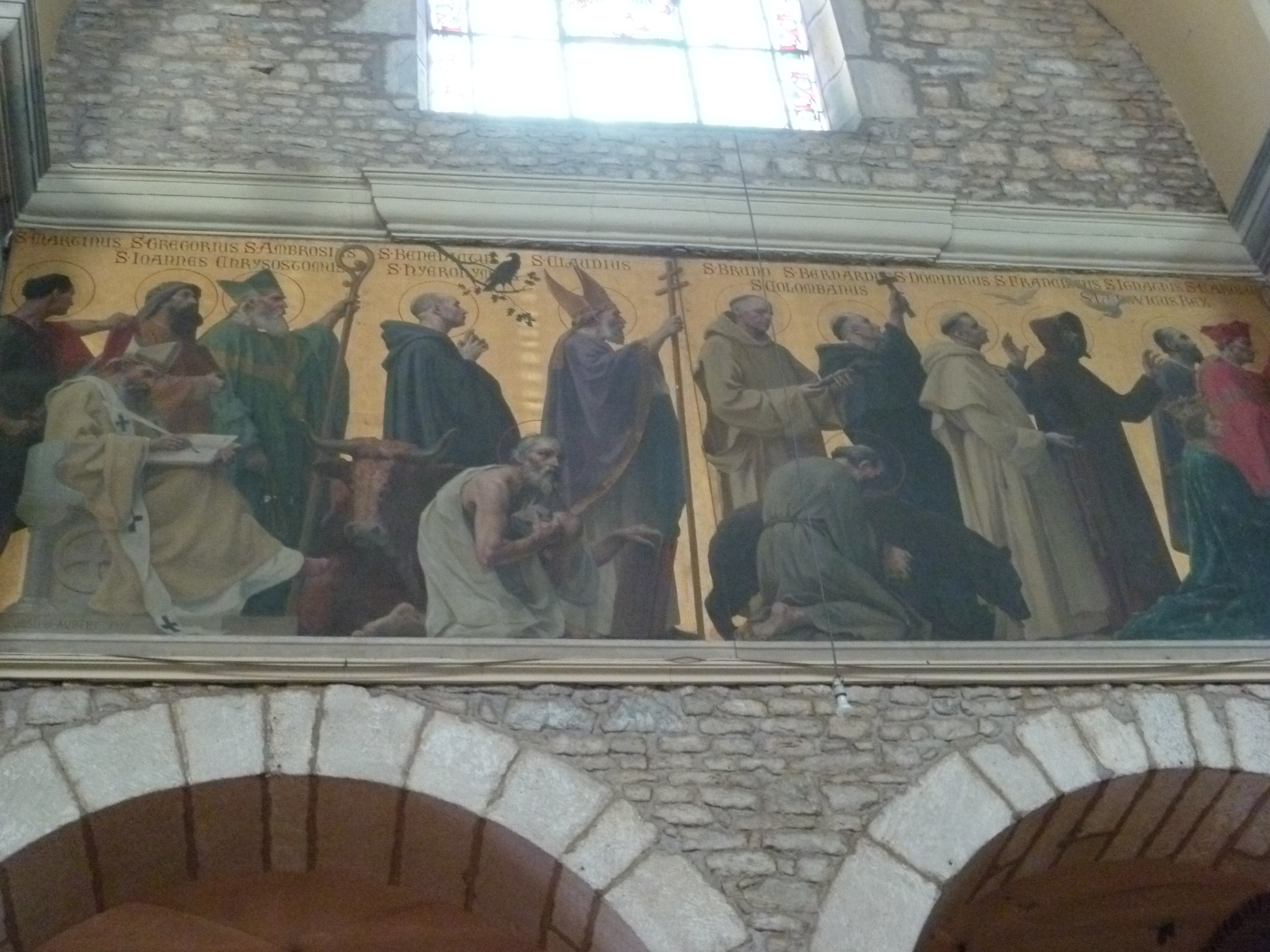
Toile de Joseph Aubert.